# Metoděj Karel Bystřický
Metoděj Karel Bystřický, vlastním jménem Metoděj Karel Drda (11. srpna 1907 Vidče – 18. března 1975 Zašová), byl básník, spisovatel a salvatoriánský duchovní.

## Život
Narodil se roku 1907 ve Vidči u Rožnova pod Radhoštěm. Část svého dětství a mládí strávil ve Valašské Bystřici, kam zasadil i děj svého díla Portáš Jurka. Po absolvování reálného gymnázia v Uherském Hradišti vstoupil do řeholního řádu salvatoriánů, kde přijal jméno Irenej. Jako řádový bratr působil ve Valašském Meziříčí, Prostějově a Brně.
Roku 1950 byl zatčen příslušníky StB a jeho knihovna včetně rozepsaných prací byla zlikvidována. V témže roce byl tajně vysvěcen na římskokatolického kněze. Po návratu z vězení vykonával nejrůznější dělnické profese.
Zemřel v Zašové roku 1975. Pohřben byl u kostela Nanebevzetí Panny Marie ve Valašské Bystřici. Roku 2005 byl zapsán do Knihy Paměti kraje, do níž jsou uváděny osobnosti, které se významně zasloužily o moravské Valašsko.

## Dílo
Tvořil hlavně články a básně, které vycházely v Novinách z pod Radhoště. Některé jeho texty zhudebnil Vojtěch Říhovský. Hlavními tématy Bystřického děl jsou výjevy z jeho rodného Valašska, víra a poselství morálních hodnot.
- Za hlasem srdce (1937)
- Bílé ruce (nedatováno)
- Figurky z pod Radhoště (1940)
- Portáš Jurka (zřejmě před r. 1950) – dílo je považováno za jeho nejzdařilejší.[3] Vyšlo po jeho smrti v samizdatu. Děj se odehrává na Valašsku v 18. století a vypráví příběh valašskobystřického fojta a portášského velitele Jiřího Křenka. V knize se nachází několik historických nepravd a nesrovnalostí.[4]